# Стиль круглої арки
Стиль круглої арки (нім. Rundbogenstil) — один із напрямків історизму XIX ст., який був поширений у німецькомовних державах, Російській імперії, Бельгії та США. Основною характерною рисою було застосування аркових отворів та невелика кількість оздоблення.

## Загальна характеристика
Доба класицизму характеризувалась масовим застосуванням типових фасадів, що мали як позитивні наслідки, такі, як ансамблевість забудови, так і недоліки, які були притаманні тиражованій архітектурі, такі, як обмеженість художніх засобів. Це призвело до кризи жанру у пошуку нових шляхів розвитку стилю. Відтак у Німеччині в середині 1830-х років виник стиль круглого луку, який опирався на характерні для німецької архітектури художні засоби доби романського стилю, готики, ренесансу. Наслідуючи характерну для класицизму убогість ліпних елементів, спільно з тим завдяки застосуванню аркових віконних отворів, яким можливо було надавати великий розмір, стиль мав виражену монументальність, що зробило популярним стиль круглої арки у проєктах адміністративних, громадських будівель, казарм. Особливо популярним стало застосування стилю круглої арки у проєктах синагог.
Стиль поширився у Німеччині і Австро-Угорщині де став основним для проєктів залізничних вокзалів, у 1840-х роках набув популярності і у Російській імперії.
У 1870-х роках стиль круглого луку припиняють використовувати на користь більш еклектичного історизму.

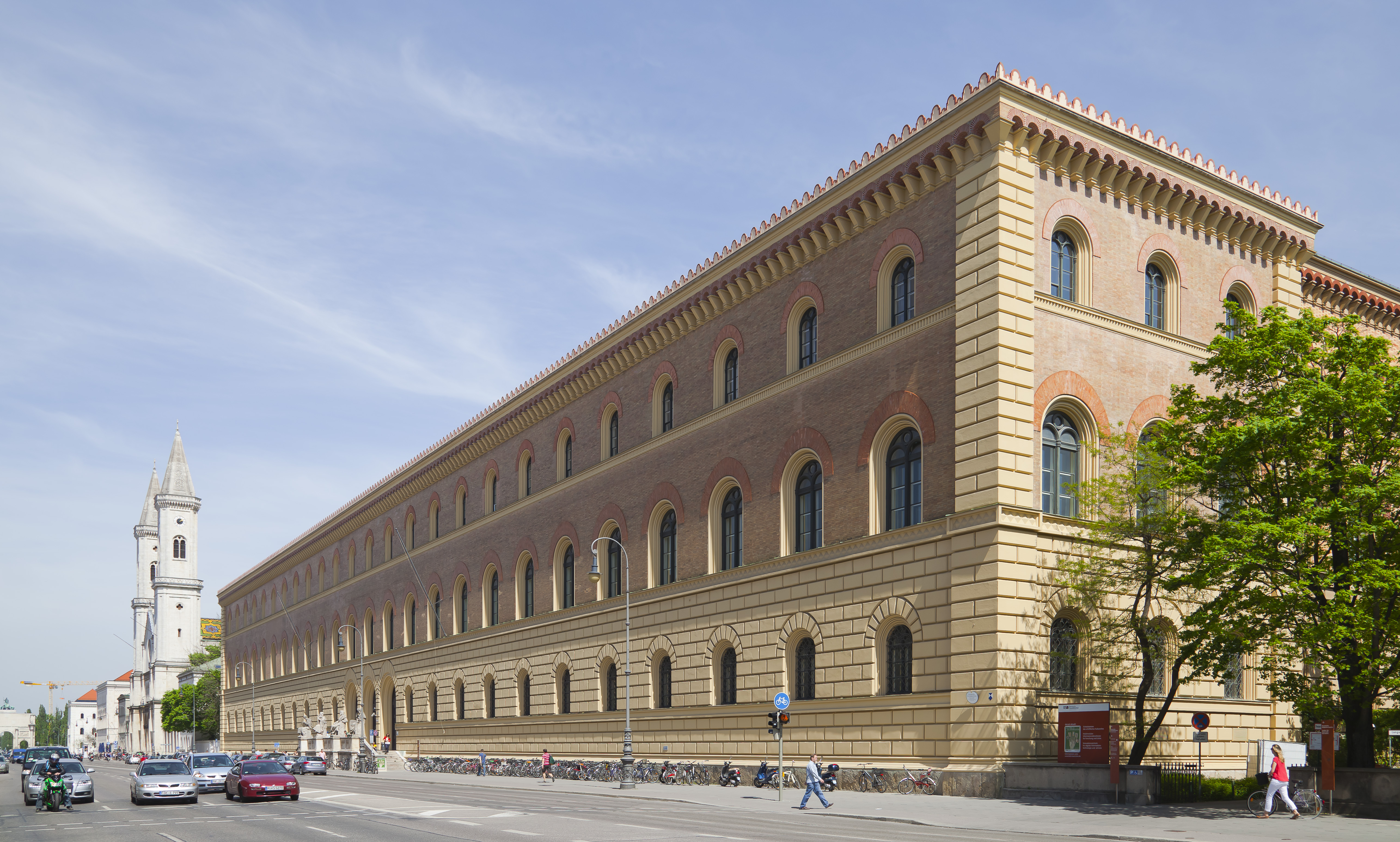
1832–1843. Мюнхен. Будівля Баварської державної бібліотеки (арх. Ф. фон Гартнер)
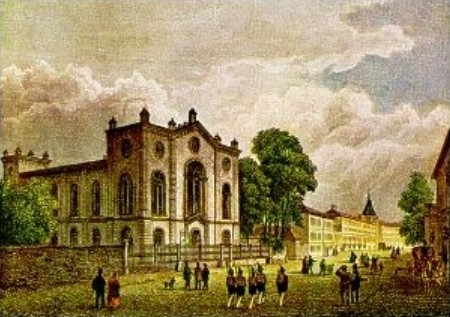
1835. Кассель. Синагога
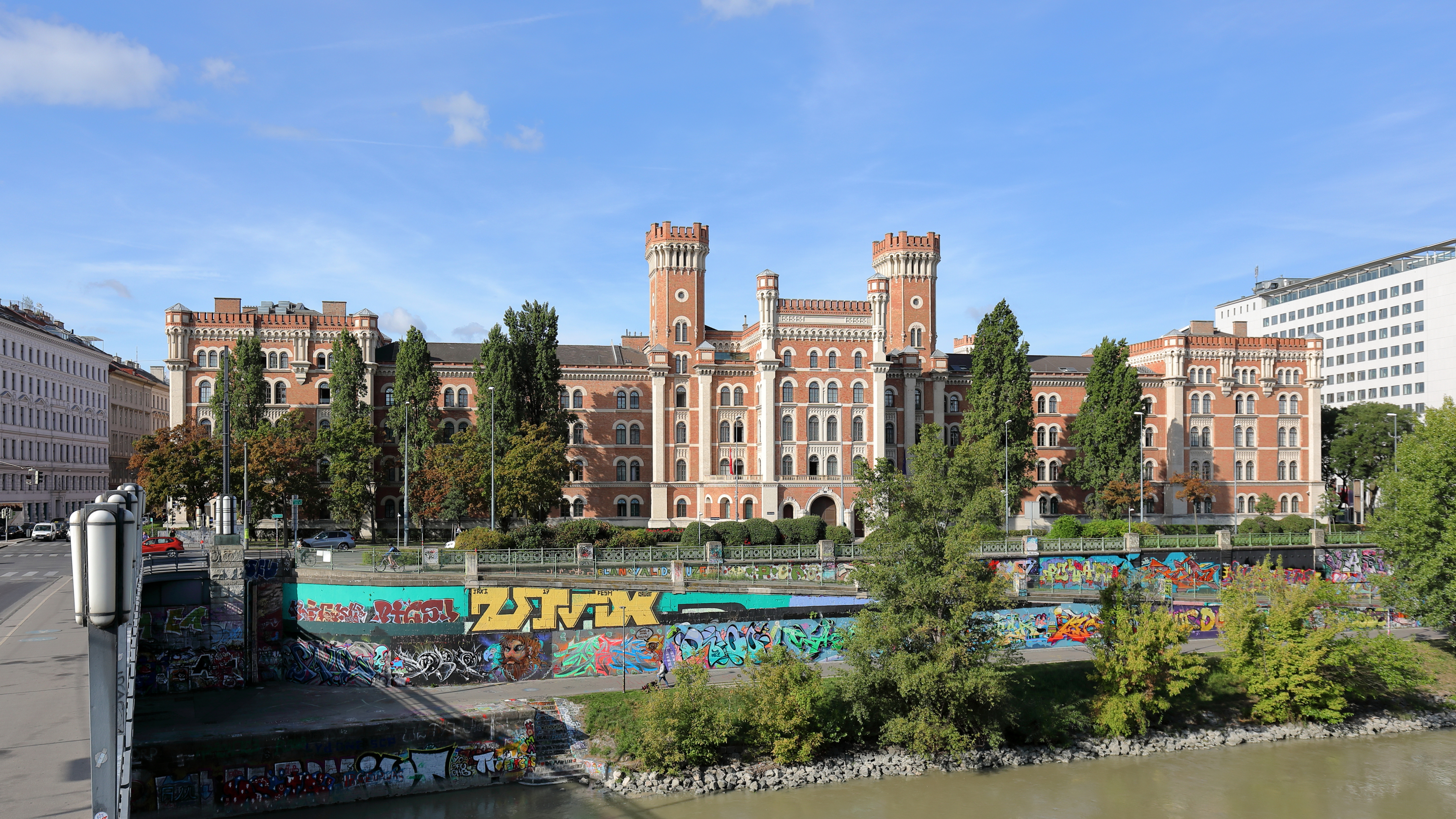
1865–1869. Відень. Казарми кронпринца Рудольфа (арх. К. Пільгал, К. Маркл)
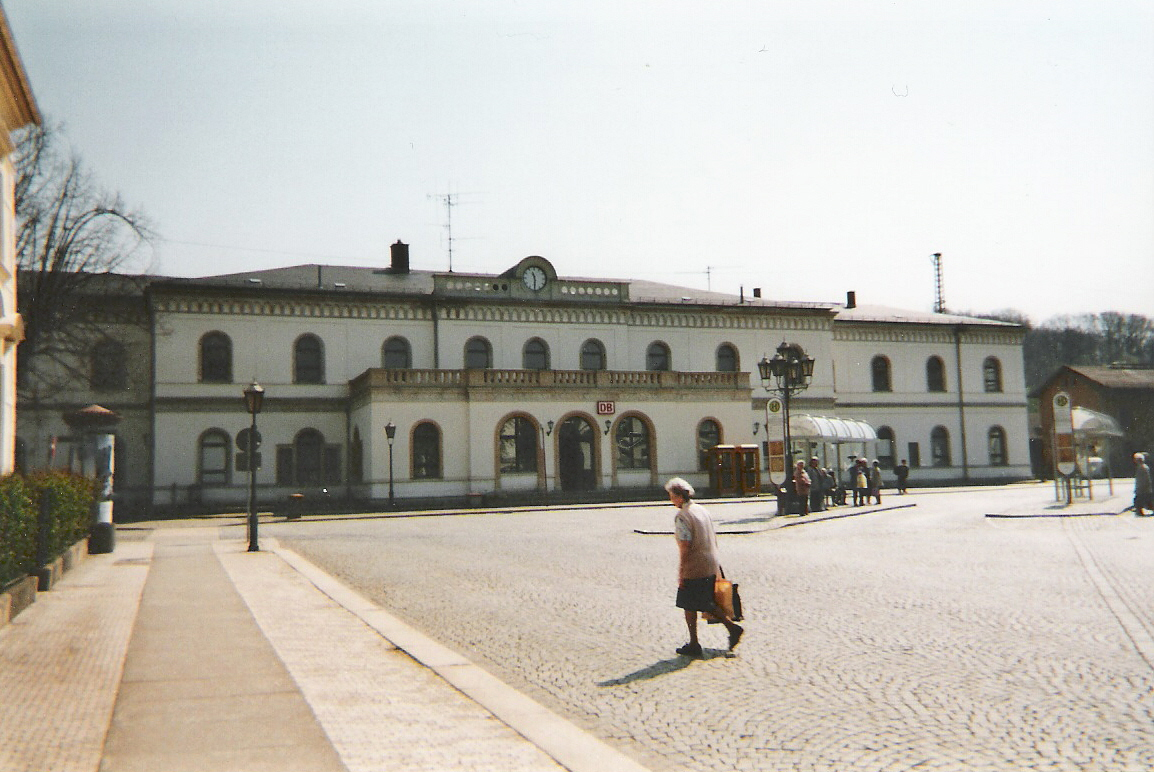
1873. Залізничний вокзал у Кріммітшау
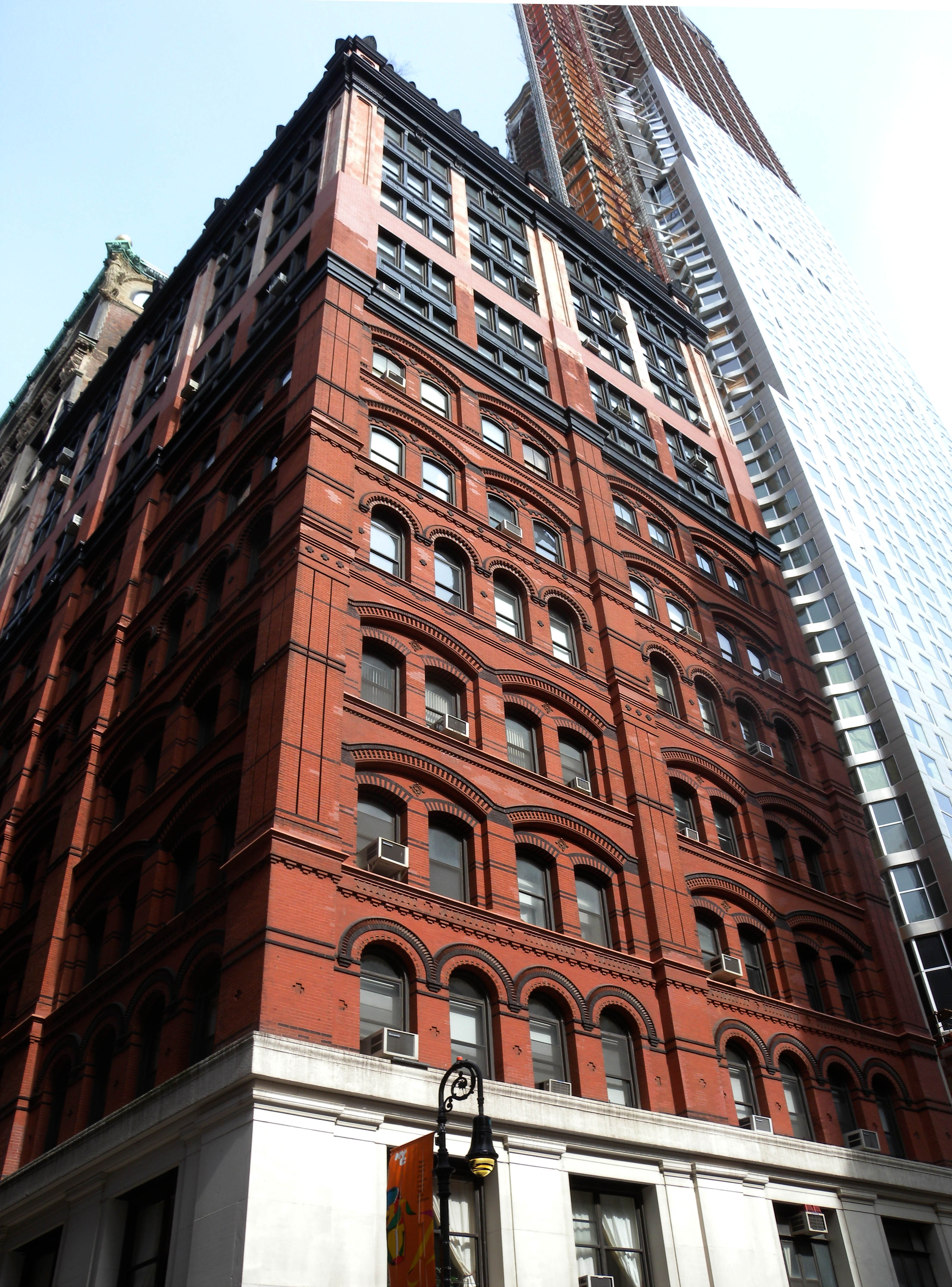
1878–1880. Будинок Морсе у Нью-Йорку із елементами стилю круглої арки

## В Україні
На теренах Австро-Угорської імперії перш за все стиль круглої арки застосовувався у проєктах залізничних вокзалів, зокрема у Львові та Коломиї. Особливо визначним є будинок Військових інвалідів у Львові. 
На території Російській імперії найбільш яскраво стиль круглої арки був представленій в Одесі, де на межі — 1840-х — 1850-х років велося найбільш жваве будівництво у цей частині України. У даному стилі було споруджено синагогу (1849–1852 рр.), будівлю Рішельєвського ліцею (проєкт 1848 р.), притулок Сердоболячих сестер (1848 р.), Александрівську поліцейську частину (проєкт 1848 р., будівництво 1858 — ? рр.), корпус Єврейської лікарні (1860–1864 рр.). Певні риси стилю круглої арки мала і Нова синагога на Пушкінській вулиці (арх. І. М. Колович, 1863 — ? рр.). У Києві стиль круглої арки виявився дуже рано - у ІІ-й половині 1830-х років у проєкті університету, де арковими були майже всі вікна другого поверху, спільно з цім архітектура будівлі не позбавлена таких елементів класицизму, як масивний портик, та напівротонди. На межі 1840-х і 1850-х років було споруджено Миколаївську браму київської фортеці, а у 1854 році закінчено спорудження нового Арсеналу.

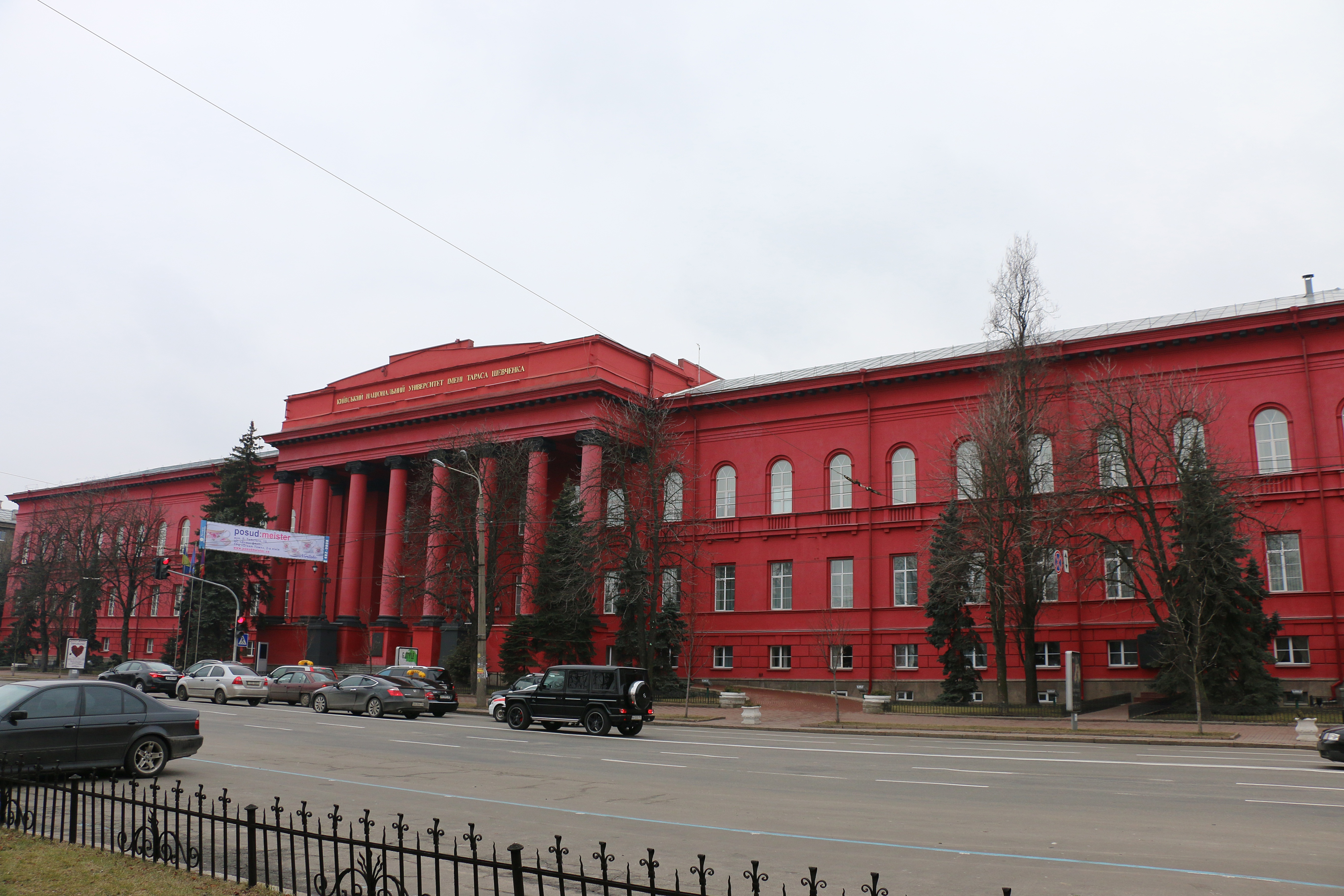
1837–1843. Київ. Університет св. Володимира, арх. О. В. Беретті
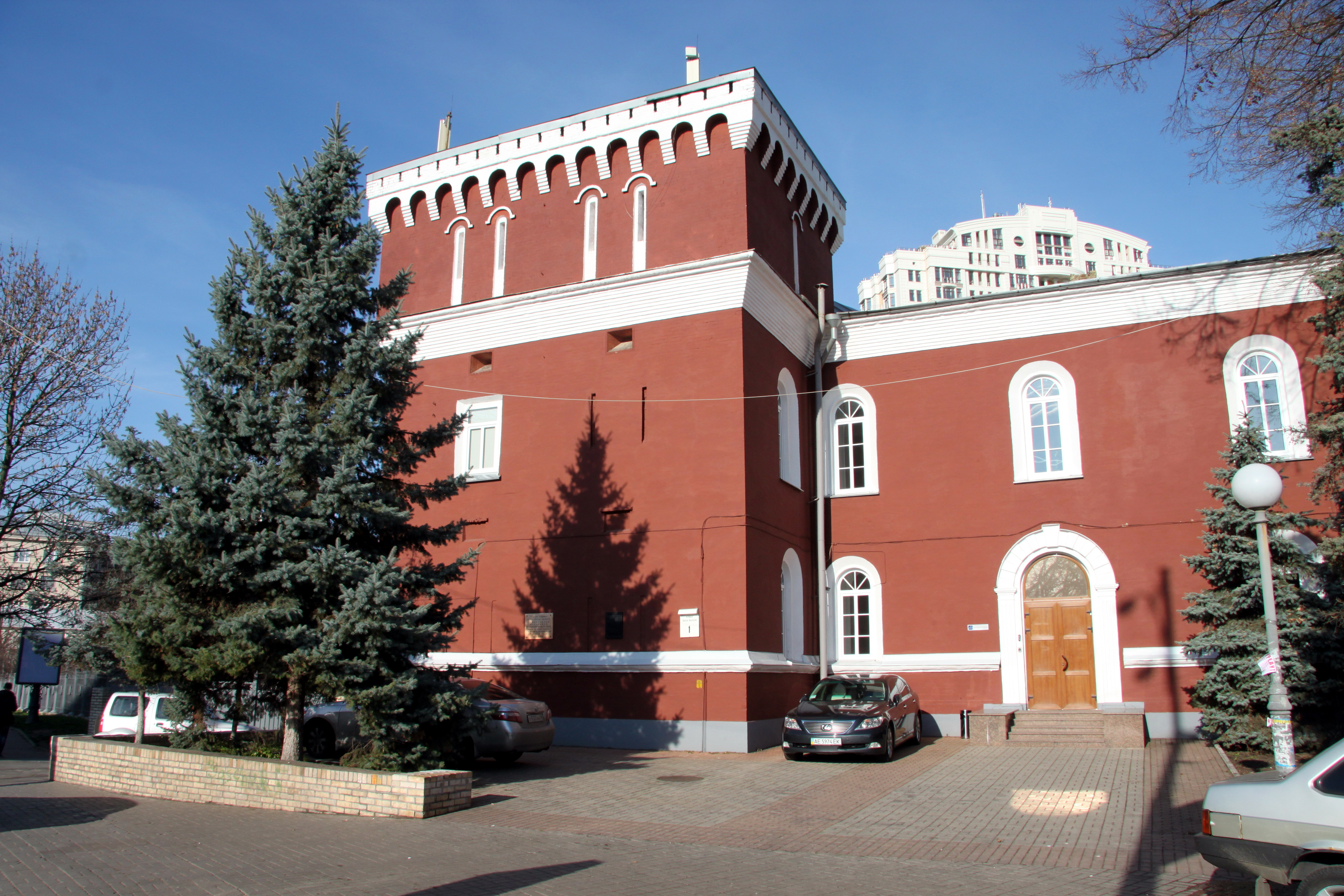
1846–1850. Київ. Миколаївська брама
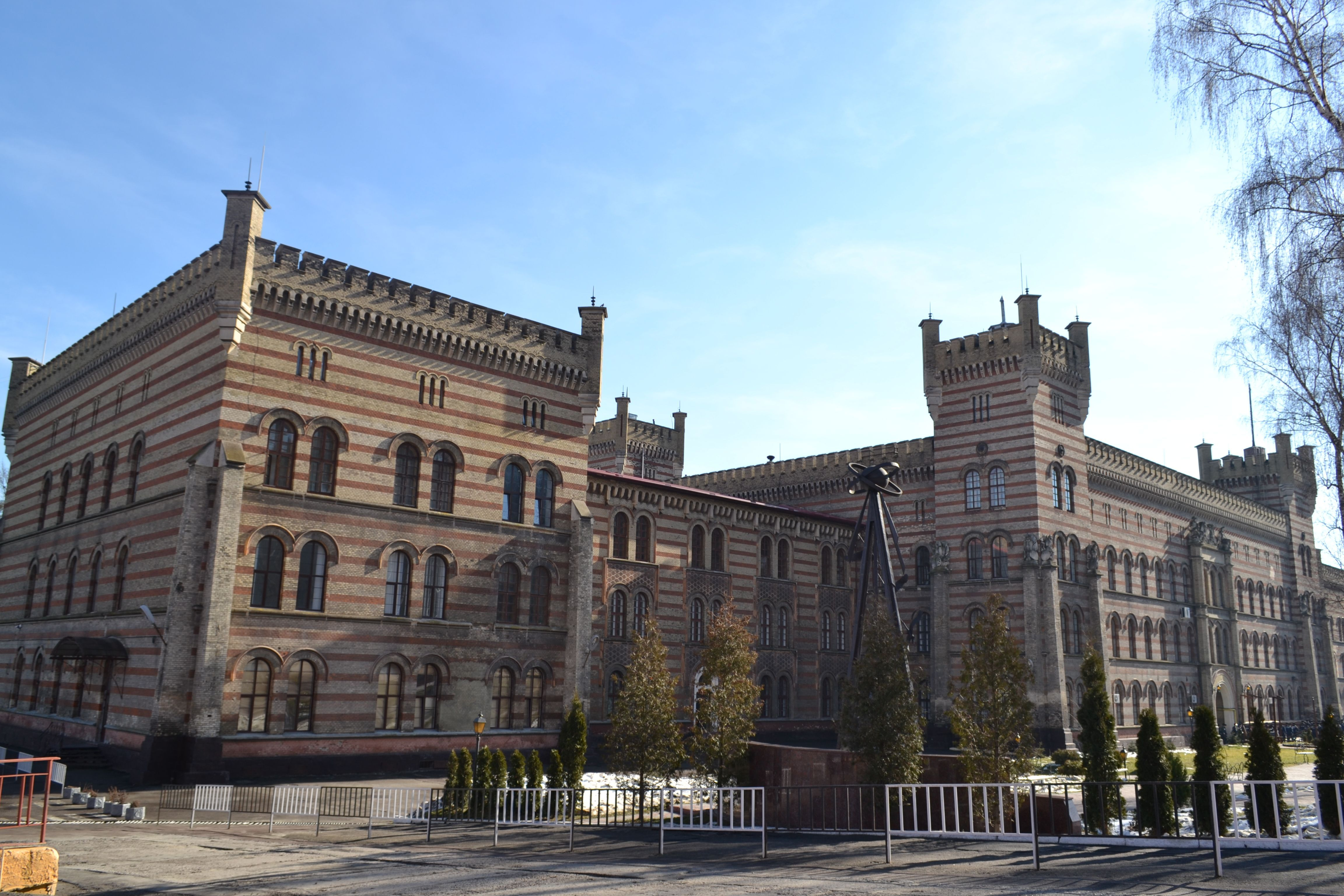
1855 — 1863. Львів. Будинок військових інвалідів
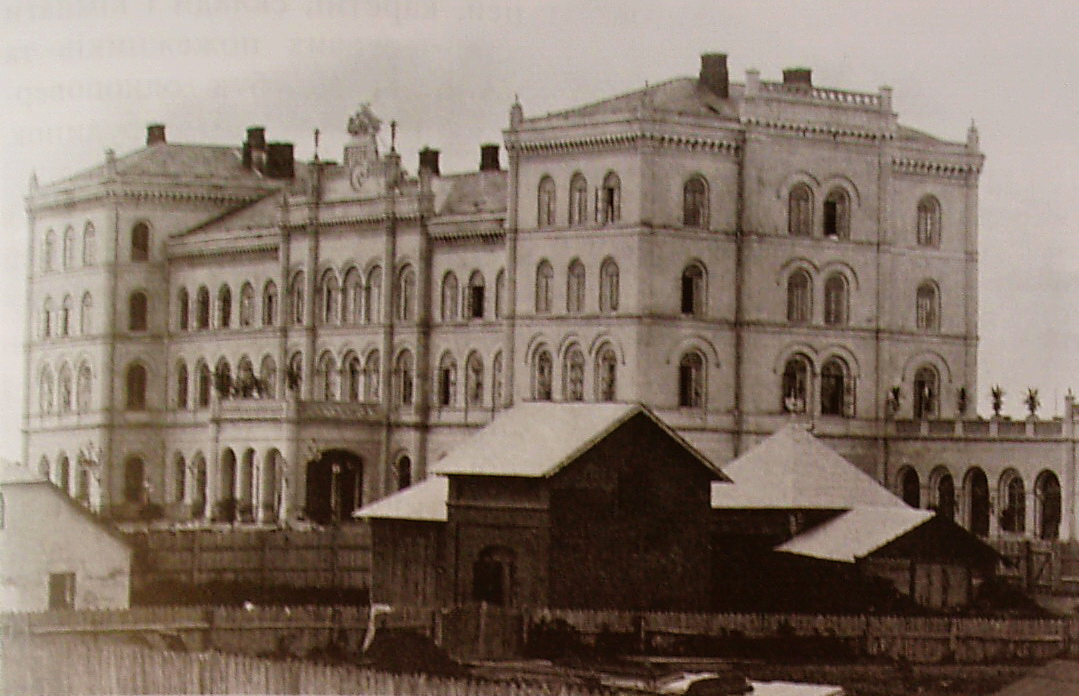
? — 1866. Чернівецький вокзал у Львові
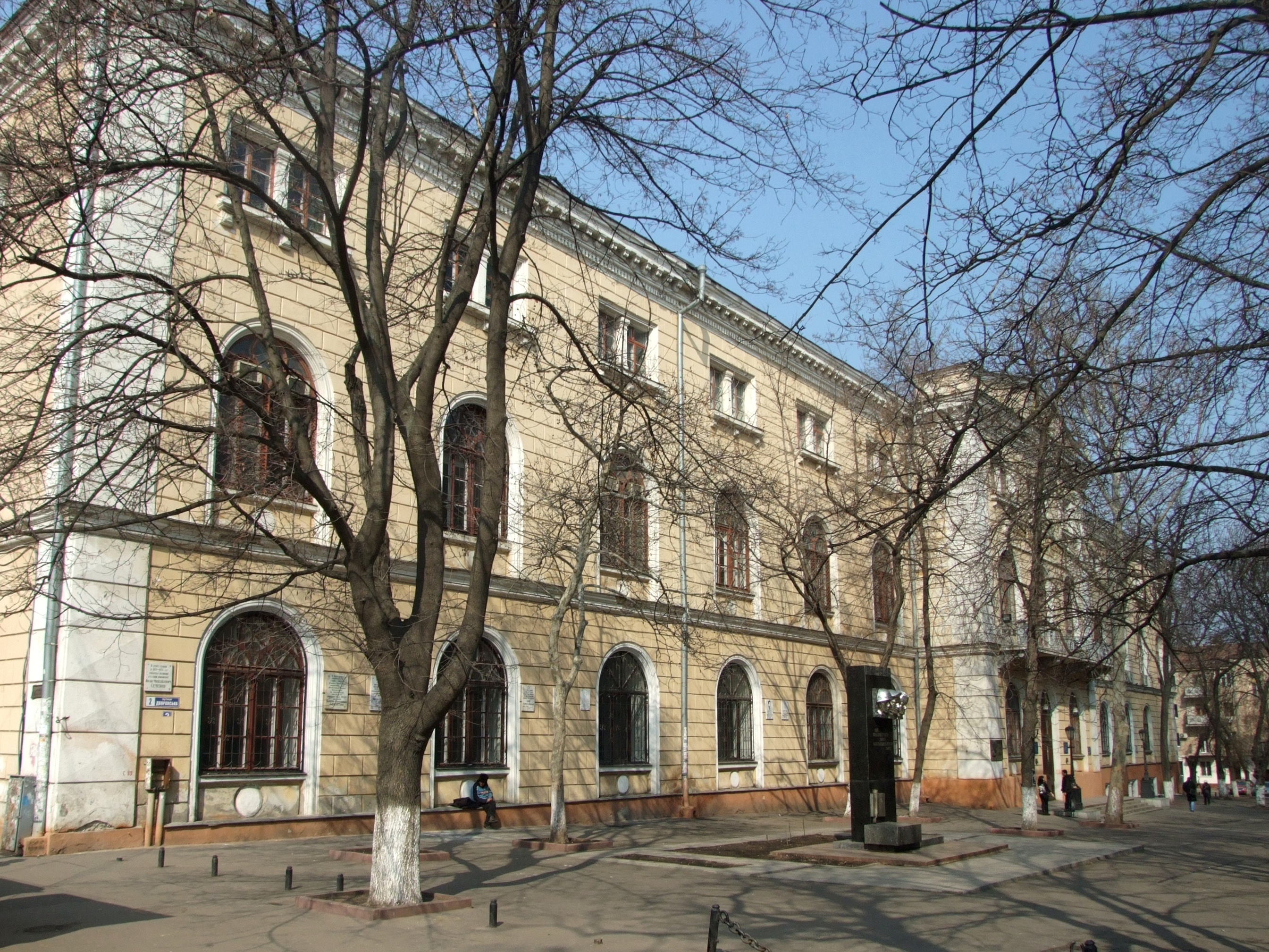
1848. Одеса. Будівля Рішельєвського ліцею (арх. О. С. Шашин)
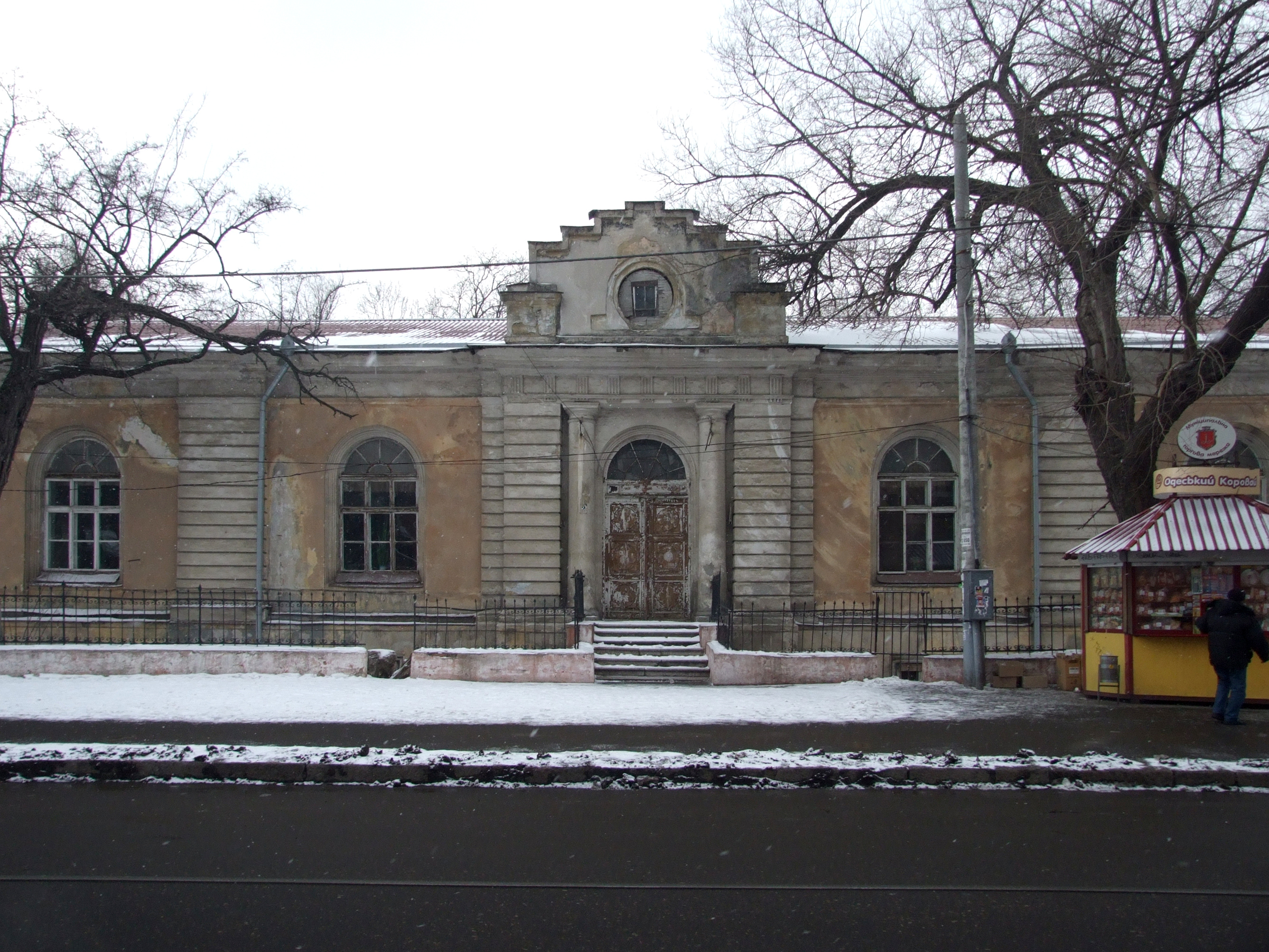
1848. Одеса. Богадільня сердоболячих сестер (арх. Ф. Й. Моранді)
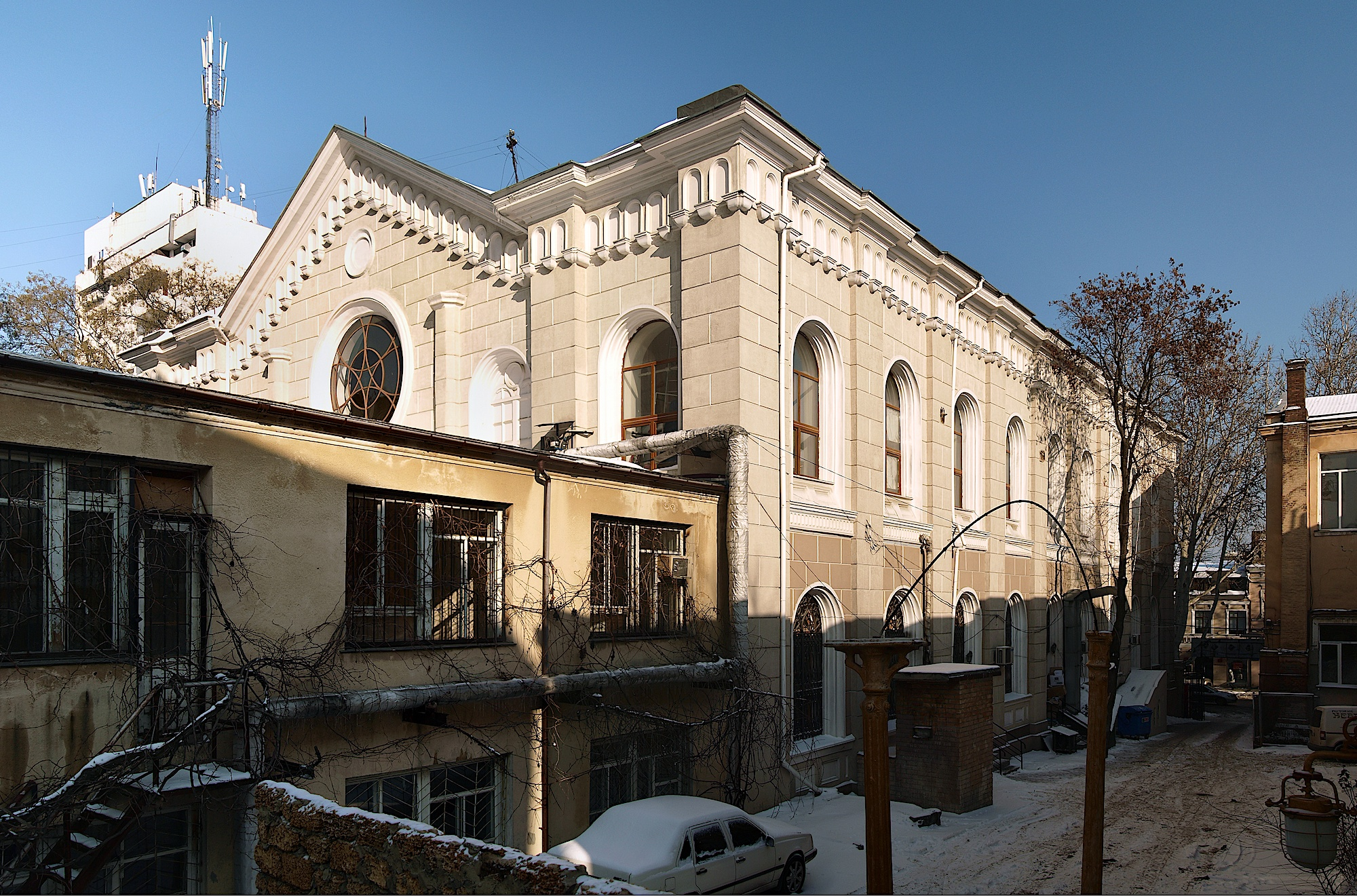
1849 — 1852. Одеса. Головна синагога (арх. Ф. Й. Моранді, інж. М. Т. Любенков)
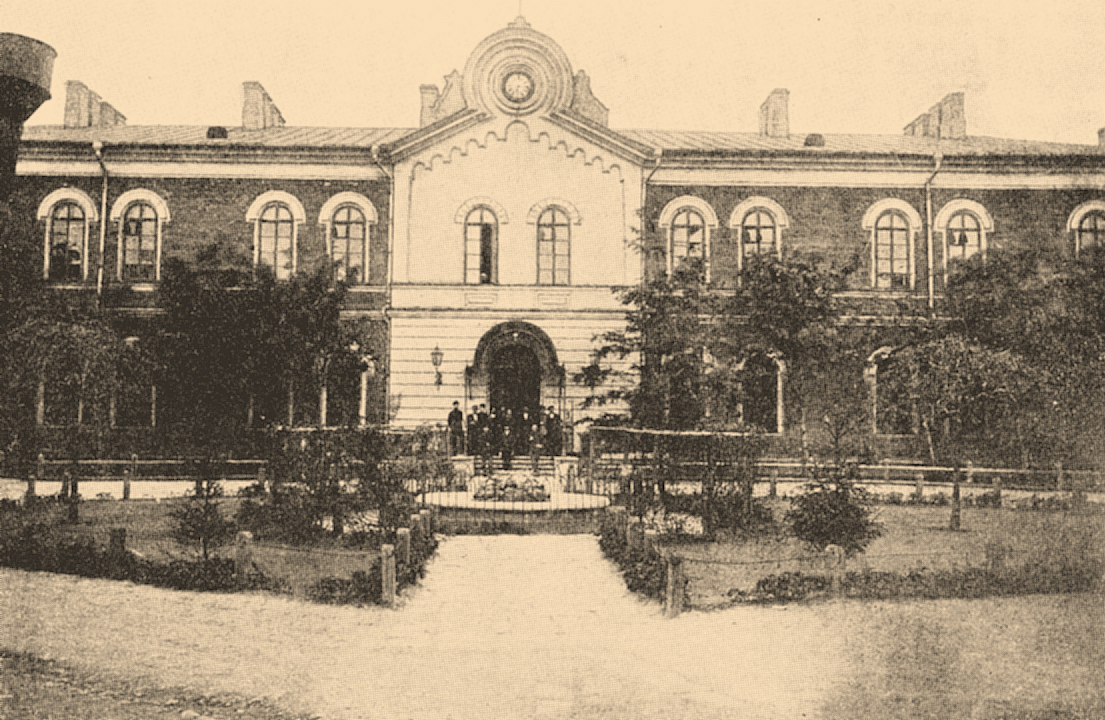
1860 — 1864. Одеса. Головний корпус Єврейської лікарні
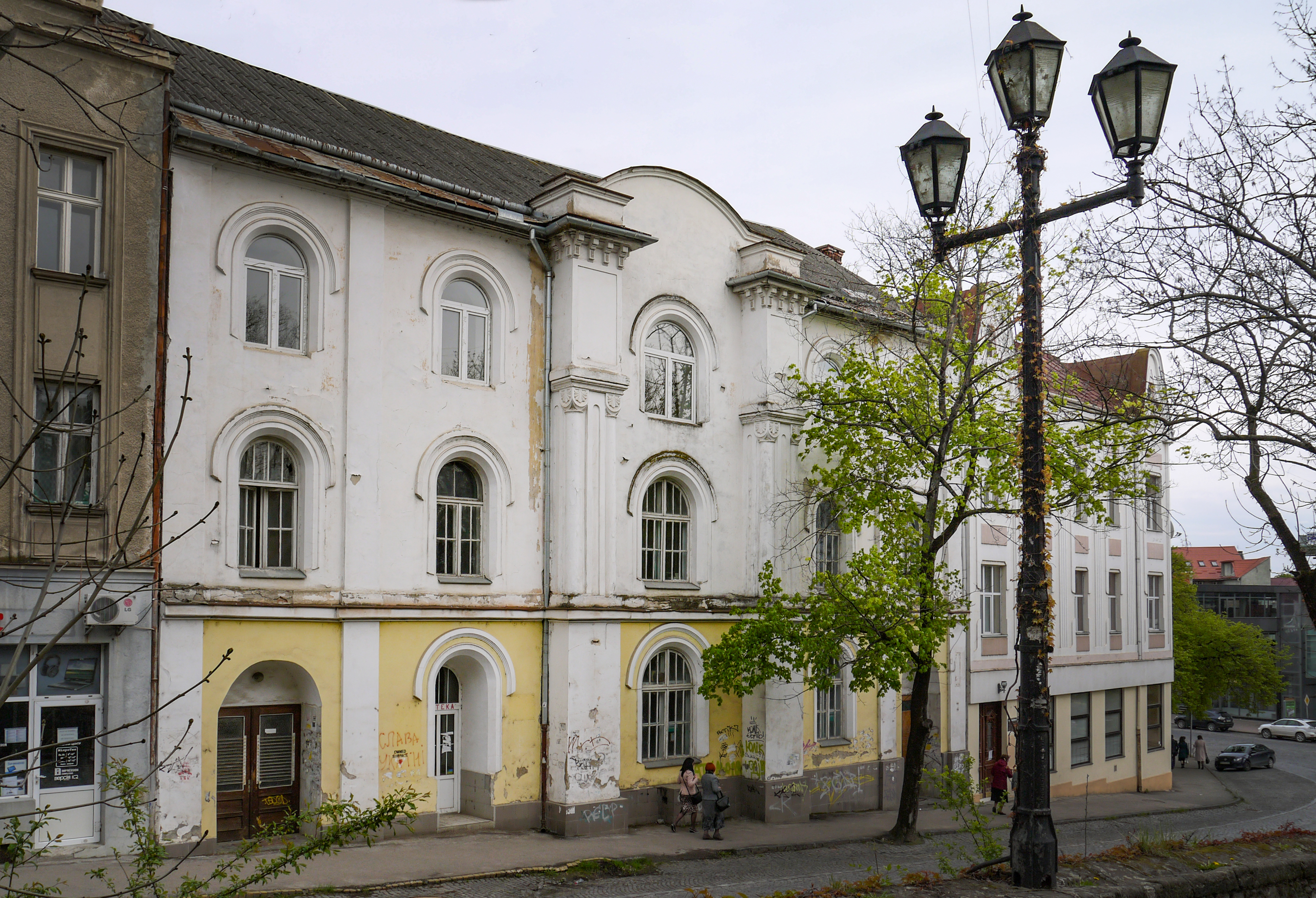
1870-і рр. Ужгород. Неологічна синагога